# Buléon
Buléon är en kommun i departementet Morbihan i regionen Bretagne i nordvästra Frankrike. Kommunen ligger i kantonen Saint-Jean-Brévelay som tillhör arrondissementet Pontivy. År 2022 hade Buléon 546 invånare.

## Befolkningsutveckling
Antalet invånare i kommunen Buléon
| Referens: INSEE |